# Zeidae

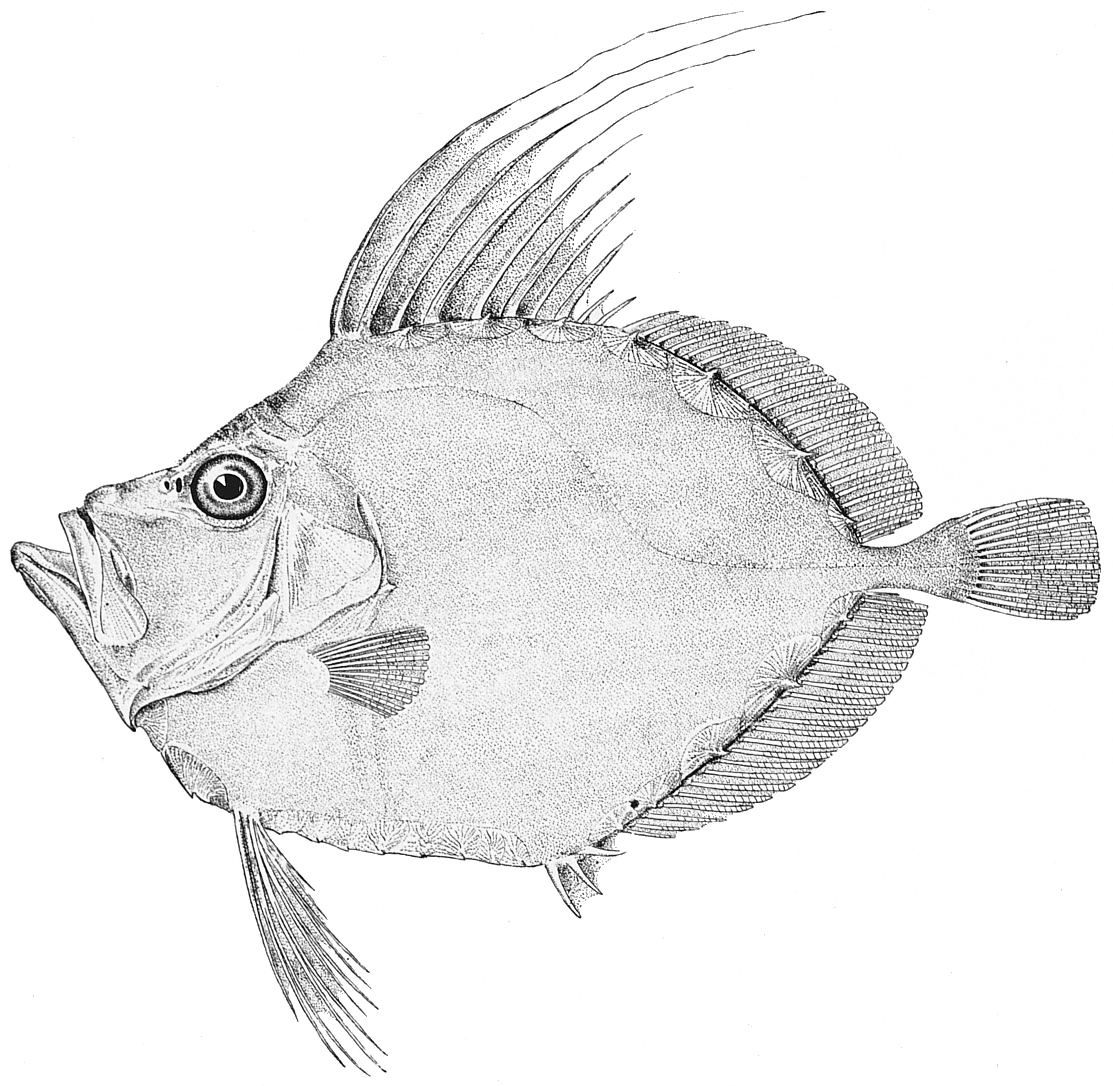
San Pedro plateado (Zenopsis conchifer).

Los peces de San Pedro son la familia Zeidae (zeidos) de peces marinos incluida en el orden Zeiformes, distribuidos por todos los océanos. Su nombre procede del griego Zeus, dios supremo en la mitología de la antigua Grecia.
Aparecen por primera vez en el registro fósil en el Oligoceno, durante el Terciario medio.

## Morfología
Es muy característico en algunas especies hay una gran mancha negra redonda rodeada de un anillo amarillo, situada en el centro de cada lateral.
En el abdomen presentan 8 o 9 placas espinosas; los radios de las aletas dorsal y anal llevan pequeñas espinas en la base; tienen dos aletas dorsales, la primera formada por 7 a 10 espinas y la segunda por unos 30 radios blandos, los adultos con largos filamentos por detrás de la aleta dorsal; aletas pélvicas sin espinas; las escamas son pequeñas y rudimentarias, incluso pueden estar ausentes; los huesos del opérculo sin espinas o serrados.

## Géneros y especies
Existen 6 especies agrupadas en 2 géneros:
- Género Zenopsis (Gill, 1862)
  - Zenopsis conchifer (Lowe, 1852) - San Pedro plateado, Gallo o Pez de San Pedro americano.
  - Zenopsis nebulosa (Temminck y Schlegel, 1845)
  - Zenopsis oblongus (Parin, 1989)
  - Zenopsis stabilispinosa (Nakabo, Bray y Yamada, 2006)
- Género Zeus (Linnaeus, 1758)
  - Zeus capensis (Valenciennes, 1835) - San Pedro del Cabo.
  - Zeus faber (Linnaeus, 1758) - Pez de San Pedro, Gallo, Pez Martín o San Martín.

Antiguamente la familia era más numerosa pero polifilética, por lo que los géneros Capromimus y Cyttomimus se separaron bajo la familia Zeniontidae y el género Cyttus bajo la familia Cyttidae.